# Юлія Врублевська (українська акторка)
Юлія Врублевська (8 червня 1992,  Луганськ) — українська акторка.

## Біографія
Народилася 8 червня 1992 року в Луганську. Росла з мамою і бабусею. З третього класу займалася в студії читця в Центрі творчості дітей та юнацтва. Навчалася у КНУТКіТ ім. Карпенка-Карого.
Перед тим, як зніматися у кіно, працювала як аніматор, хостес, асистентка на кіномайданчику, прибиральниця. Юлія Врублевська признається, що роботи не цурається.
У 2017 році знялася у фільмі «Припутні». 
У 2020 році знялася у телесеріалі «Спіймати Кайдаша», де зіграла роль матері-одиначки — Тані. У тому ж році акторка зіграла в епізоді стрічки Романа Балаяна «Ми є. Ми поруч».
Сьогодні живе у Києві разом з мамою. Останній раз у рідному Луганську була у 2014 році.